# Kara-Balta (Fluss)
Die Kara-Balta (kirgisisch Карабалта) ist ein linker Nebenfluss des Aksuu im Norden von Kirgisistan und in Kasachstan (Zentralasien).
Die Kara-Balta entspringt am Nordhang des Kirgisischen Gebirges auf einer Höhe von etwa 3600 m. Sie durchfließt das gleichnamige Gebirgstal in nördlicher Richtung. Die Fernstraße M41 zwischen Bischkek und Osch folgt dem Flusslauf durch das Tal. Im unteren Talabschnitt passiert der Fluss die Ortschaft Sosnowka. 20 km weiter nördlich, am Fuße der Berge, erreicht die Kara-Balta die gleichnamige Stadt Karabalta. In der Ebene verzweigen zahlreiche Bewässerungskanäle. Nördlich der Stadt Kara-Balta kreuzt der Große Tschüikanal den Flusslauf. Dieser setzt seinen Kurs nach Norden fort. Der kleine Kara-Balta-Stausee liegt am Unterlauf südlich von Stepnoi. Der Fluss überquert die Grenze nach Kasachstan und mündet kurz darauf in den Aksuu.
Die Karabalta durchfließt den Verwaltungsbezirk Dschajyl im kirgisischen Oblus Tschüi sowie auf den letzten Kilometern in Kasachstan den Bezirk Schu im Gebiet Schambyl. Ihre Länge beträgt 133 km. Ihr Einzugsgebiet umfasst 577 km². Der mittlere Abfluss beträgt 5,28 m³/s. Aufgrund der Wasserentnahme zu Bewässerungszwecken führt die Karabalta im Unterlauf kaum noch Wasser.